# Asociación de Fútbol de Santa Lucía
La Asociación de Fútbol de Santa Lucía (en inglés Saint Lucia Football Association), es el organismo que rige al fútbol en Santa Lucía. Fue fundada en 1979, afiliada a la FIFA en 1988 y a la CONCACAF en 1965. Está a cargo del Campeonato Nacional de Fútbol de Santa Lucía, la Selección de fútbol de Santa Lucía y la Selección femenina de fútbol de Santa Lucía además de todas las categorías inferiores.